# 15406 Bleibtreu
15406 Bleibtreu eller 1997 WV12 är en asteroid i huvudbältet som upptäcktes den 23 november 1997 av Spacewatch vid Kitt Peak-observatoriet. Den är uppkallad efter Hermann Karl Bleibtreu.
Asteroiden har en diameter på ungefär 5 kilometer.